# 四條真悟
四條 真悟（よじょう しんご、1993年8月26日 - ）は、日本の俳優。
東京都出身。和奏AGENCY所属。

## 人物・来歴
役者としてのモットーは「恩に報いる事が出来る役者になる」
小学生の頃から野球を続けていたが、大学1年の時に大学と野球を辞め、役者を始める。父親は元プロ野球選手の四條稔。趣味はアロマオイル、漫画、筋トレ。
2019年3月31日ヒラタオフィス新人部フラッシュアップを退所。
2019年9月1日より和奏AGENCY(わかなエージェンシー)に所属。

## 出演
太字は主演、もしくはメインキャラクター。

### テレビドラマ
- 『TOKYO LOVE MASSEGE』（2013年6月、BeeTV）
- 『ドクターX〜外科医・大門未知子〜』（2013年9月、テレビ朝日） - 研修医 役
- 『行列のできる法律相談所』（2015年8月、日本テレビ） - ヤンキー 役
- 『バイバイ、ブラックバード』（2018年2月17日 - 3月24日、WOWOW） - ジェイソン 役

### 映画
- 『その男、不幸にて吉』（2013年9月） - 神宮寺彰 役
- 『るろうに剣心』（2020年） - 相楽左之助（吹き替え） 役

### 舞台
- 『交換王子』（2013年3月、六行会ホール） - 武田先生 役
- 『ノックスの十悔』（2015年4月15日 - 19日、八幡山ワーサルシアター） - 成田竜二 役
- 『PRIDE』（2015年10月7日 - 12日、両国エアースタジオ） - 柳 役
- 『Customize カスタマイズ』（2015年12月2日 - 7日、両国エアースタジオ） - 村田 役
- 『ONE PIECE LIVE ATTRACTION〝2〟』（2016年4月23日 - 2017年4月9日、東京ワンピースタワー） - ロロノア・ゾロ 役[2]
- 『グループK第10回公演 直也の会合同企画　夜光』（2017年6月14日 - 18日、シアターX） - ヤクザ 役、他
- 『第3回 東出有貴プロデュース作品　【ANOTHER STORY】』（2017年8月15日 - 17日、座・高円寺2） - 齊藤一 役
- 『君といつまでも』（2018年3月6日 - 11日、日暮里d-倉庫） - 永井永蔵役[3]
- 『第4回 東出有貴プロデュース作品　【FINAL JUDGEMENT】』（2018年4月18日 - 22日、座・高円寺2） - 天音純一 役
- 『ハナミズキの約束』（2018年5月29日 - 6月3日、日暮里d-倉庫） - W主演：上草颯太 役[4]
- 『年中無休のヒーロー』（2018年9月26日 - 9月30日、日暮里d-倉庫） - 吉村弘役[5][6][7]
- 『演劇ユニットFamiliar　高天原叙情詩』（2018年11月14日 - 11月18日、上野ストアハウス） - 主演：天斗 役
- 『カラスカ６月公演　高度ブルー』（2019年6月12日 - 17日、ウッディシアター中目黒） - 北村航 役
- 新感覚海賊船クルーズ「箱根芦ノ湖Pirates of Sunset Cruise〜誇り高き海賊〜」（2019年8月17日、8月24日、8月31日、9月14日、9月21日、箱根海賊船 ロワイヤルⅡ） - ジェット海賊団　ジン 役
- 『音楽劇「男おいらん～歌舞繚乱～」』（2019年12月6日 - 10日、六行会ホール） - 華組
- 『地図から消されたウサギ島』（2019年12月19日 - 23日、武蔵野芸能劇場） - 仙石 役

### CD
- 【ANOTHER STORY】（2017年8月、舞台挿入歌）
- 【FINAL JUDGEMENT】（2018年4月、舞台挿入歌）

### 雑誌
- 『赤すぐ』（2016年5月号、11月号） - モデル

### CM
- 『TOYOTA　ウェルキャブ』（2015年9月） - メイン出演
- 『モンスターストライク』（2017年10月）

### ラジオ・配信
- 『渋谷のラジオの学校』（2017年6月5日、渋谷区コミュニティFM） - ゲスト出演
- 『渋谷のラジオの学校』（2017年7月24日、渋谷区コミュニティFM） - ゲスト出演
- 『渋谷のラジオの学校』（2018年5月28日、渋谷区コミュニティFM） - ゲスト出演
- 『渋谷のラジオの学校』（2019年6月3日、渋谷区コミュニティFM） - ゲスト出演
- 『まけんグミTHE☆TV WALLOP『+One Art』』（2019年8月4日、ワロップ放送局3F） - ゲスト出演[8]
- 『まけんグミTHE☆TV WALLOPういあんなの『せーの！ポテト！』』（2019年8月12日、ワロップ放送局3F） - ゲスト出演[9]

### イベント
- 『Departure～いつまでも仲間～』（2017年4月16日、新宿MARZ）
- 『【ANOTHER STORY】キャストSpecial LIVE』（2017年8月19日、ミューズモード音楽院”本館”ホール）
- 『東出有貴　全国ワンマンLIVEツアー』（2017年10月23日、池袋RED-Zone）
- 『カウントダウンLIVE』（2017年12月31日、新宿グラムシュタイン）
- 『【FINAL JUDGEMENT】SPECIAL LIVE』（2018年4月23日、吉祥寺CLUB SEATA）
- 『東出有貴 全国ワンマンLIVEツアー』（2018年11月2日、池袋RED-Zone）